# Eclipse (Moran)
Eclipse (Eclipse?) è l'ottavo singolo della rock band visual kei giapponese Moran. È stato pubblicato il 12 settembre 2012 dall'etichetta indie TOY'S FACTORY.
Il singolo è stato stampato in due versioni entrambi in confezione jewel case: una special edition con DVD extra ed una normal edition con copertina e tracklist modificate.

## Tracce
Dopo il titolo è indicata fra parentesi "()" la grafia originale del titolo.

### Special edition
1. Eclipse (Eclipse?) - 4:38 (Hitomi - Sizna)
2. Vega no hana (Vegaの花?) - 4:15 (Hitomi - Soan)
3. Vega no hana #2 (Vegaの花 ♯2?) - 5:53 (Hitomi - Soan); racconto recitato su base unplugged di Vega no hana[2]

#### DVD
1. Eclipse (Eclipse?); videoclip

### Normal edition
1. Eclipse (Eclipse?) - 4:38 (Hitomi - Sizna)
2. Hika ni nijimu (皮下に滲む?) - (Hitomi - Sizna)
3. Vega no hana (Vegaの花?) - 4:15 (Hitomi - Soan)

## Formazione
- Hitomi - voce
- Sizna - chitarra
- vivi - chitarra
- Ivy - basso
- Soan - batteria, pianoforte